# Improvvisamente, un uomo nella notte
Improvvisamente, un uomo nella notte (The Nightcomers) è un film del 1972 diretto da Michael Winner, e interpretato da Marlon Brando.
Si ispira ai personaggi del romanzo Il giro di vite di Henry James. 
Racconta infatti i fatti avvenuti prima dell'arrivo di Miss Giddens e soprattutto come il giardiniere e la governante abbiano "corrotto" i giovani Miles e Flora.

## Trama
Nel 1901, gli orfanelli Flora, tredici anni, e Miles, dodici, vivono in una grande dimora di campagna, cresciuti da un'anziana governante e dalla giovane istitutrice Margaret. L'unica persona che conquista la loro fiducia e accoglie le loro confidenze è però il giardiniere Peter Quint, un uomo dal fascino perverso che ha reso Margaret oggetto dei suoi sadici giochi sessuali. L'uomo diventa per i due piccoli un modello da seguire, trasformandoli così in precoci mostri.

## Accoglienza
Il film ha ricevuto recensioni positive dalla critica. Marlon Brando ha ricevuto una nomination ai premi BAFTA. Il film ha ricevuto una recensione del 57% negativa su Rotten Tomatoes.

## Riconoscimenti
- British Academy of Film and Television Arts
  - Candidatura BAFTA al miglior attore protagonista per Marlon Brando